# Teti consola Achille
Teti consola Achille è un affresco eseguito da Giambattista Tiepolo, nella Sala dell'Iliade di Villa Valmarana "Ai Nani" a Vicenza.

## Descrizione
Le pitture che arredano le sale della villa furono realizzate nel 1757 su commissione di Leonardo Valmarana ed eseguite dal Tiepolo con il figlio Giandomenico e con la collaborazione del quadraturista Gerolamo Mengozzi-Colonna. Non si conosce quali parti fossero state eseguite da ciascun artista; fu Goethe a indicare quali fossero quelle dipinte da colui che definì " il sublime " e quali da quello definito " il naturale " cogliendone le differenti caratteristiche pittoriche.

Tutto il ciclo pittorico della villa si propone di presentare il concetto di sacrificio quale rinuncia al fine del raggiungimento di un bene più grande.
Questa pittura a fresco fa parte di una serie di tre dipinti presenti nella Sala dell'Iliade che rappresentano episodi relativi al primo libro del poema omerico sulla Guerra di Troia. 
Il dipinto racconta l'incontro tra Achille e la madre. L'eroe acheo, rattristato per il rapimento della sua schiava Briseide da parte di Agamennone, è raffigurato posto su una terrazza nei pressi del mare, dove tra i flutti marini appare la ninfa Teti, sua madre, che cerca di consolarlo. Accanto a lei la ninfa Nereide.

La raffigurazione di Minerva sul soffitto della sala sarebbe da attribuire a Mengozzi-Colonna, mentre i paesaggi furono probabilmente dipinti da Giandomenico.